# 30514 Chiomento
30514 Chiomento è un asteroide della fascia principale. Scoperto nel 2001, presenta un'orbita caratterizzata da un semiasse maggiore pari a 2,2235995 UA e da un'eccentricità di 0,1832624, inclinata di 3,19991° rispetto all'eclittica.